# Helcmanovce
Helcmanovce este o comună slovacă, aflată în districtul Gelnica din regiunea Košice, pe malul râului Hnilec. Localitatea se află la altitudinea de 425 m deasupra n.m., se întinde pe o suprafață de 12,85 km2 și în 2017 număra 1.429 de locuitori.

## Istoric
Localitatea Helcmanovce este atestată documentar din 1297.

## Demografie
| An:                | 1994 | 2004   | 2014   | 2024   |
| ------------------ | ---- | ------ | ------ | ------ |
| Număr de persoane: | 1631 | 1558   | 1445   | 1364   |
| Diferență:         |      | −4,47% | −7,25% | −5,60% |

| An:                | 2023 | 2024 |
| ------------------ | ---- | ---- |
| Număr de persoane: | 1364 | 1364 |
| Diferență:         |      | +0%  |